# John William Draper
John William Draper (St. Helens, 5 maggio 1811 – Hastings-on-Hudson, 4 gennaio 1882) fu uno scienziato, filosofo, fisico e storico anglo-statunitense.

## Biografia
John William Draper nacque a St. Helens, Lancashire, il 5 maggio 1811 da John Cristopher e Sarah Draper.
La sua istruzione avvenne in casa fino al 1822, quando entrò alla Woodhouse Grove School.
Dopo un'ulteriore parentesi da autodidatta tra il 1826 e il 1829 entrò alla University College di Londra.
Il 13 settembre 1831 sposò Antonia Coetana de Paiva Pereira Gardner, sorella di Daniel Gardner, un fisico alla corte di Giovanni VI del Portogallo.
Nel 1832 si trasferì con la famiglia in Virginia, a 10 km da Christiansville (oggi Chase City). Qui creò un laboratorio in cui si dedicò ad esperimenti in campo medico prima di entrare alla University of Pennsylvania, grazie all'aiuto economico della sorella Dorothy Catherine. Si laureò nel 1836 e cominciò ad insegnare quello stesso anno all'Hampden-Sydney College.
L'anno successivo si trasferì all'università di New York, dove venne divenne professore di chimica e botanica e, nel 1850, rettore.

## Opere

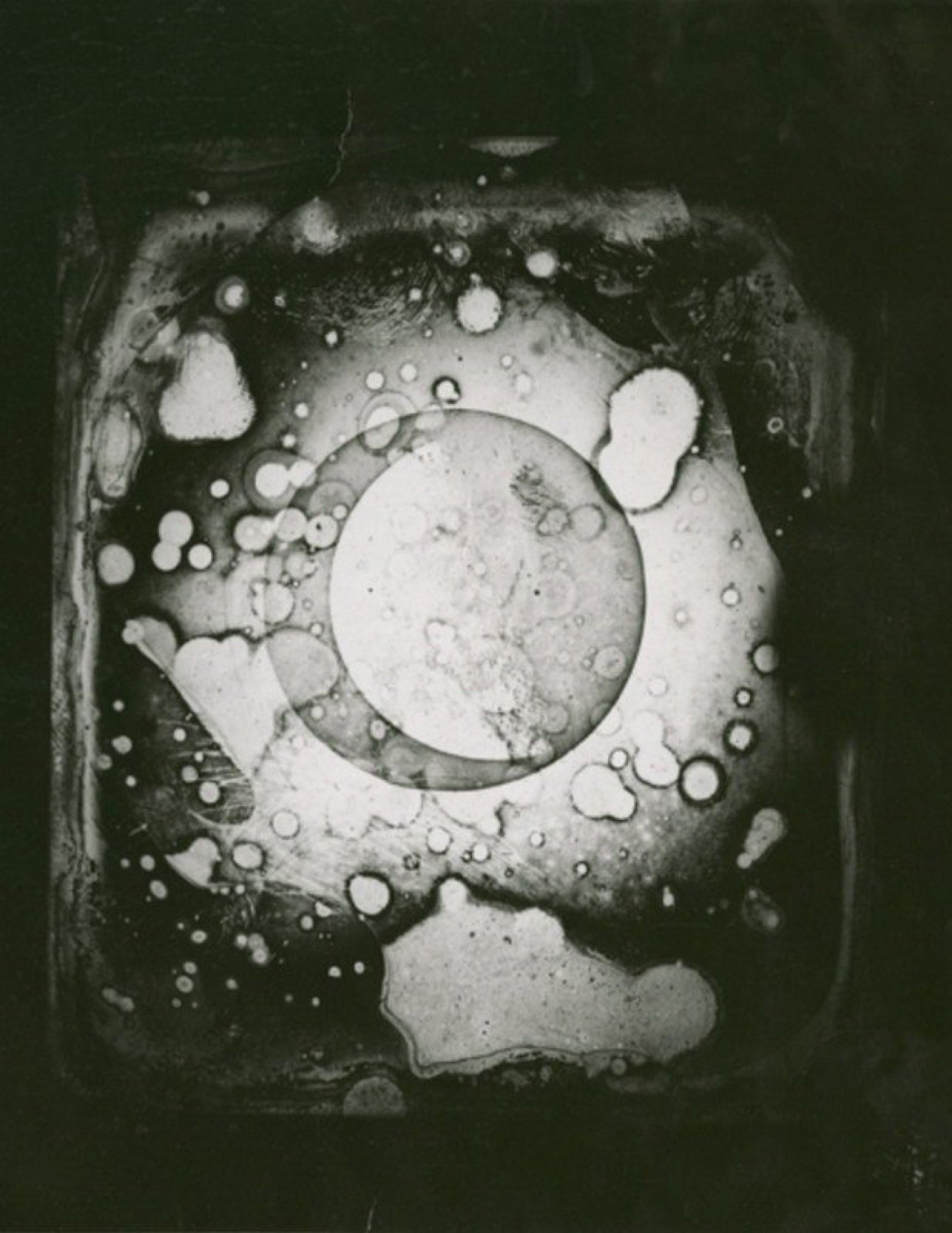
Il primo dagherrotipo sopravvissuto della Luna (1840)

Draper fece importanti ricerche in fotochimica, rese possibile la fotografia di ritratto grazie ai suoi miglioramenti (1839) sul processo di Louis Daguerre e pubblicò un libro di testo sulla chimica (1846), un libro di testo sulla filosofia naturale (1847), un libro di testo sulla fisiologia (1866) e memorie scientifiche (1878) sull'energia radiante. Fu anche il primo a realizzare un'astrofotografia. Contribuì anche in ambito storico, scrivendo libri quali The History of the Intellectual Development of Europe (1862), History of the American Civil War (3 volumi, 1867-1870) e History of the Conflict between Religion and Science (1874). Quest'ultimo libro fu molto influente nella successiva interpretazione dei rapporti tra scienza e religione. 
Nel 1839-1840 Draper produsse fotografie nitide, che a quel tempo erano considerate le prime fotografie di vita di un volto umano. Draper scattò una serie di foto, con un'esposizione di 65 secondi alla luce del sole. Le prime foto, di una assistente femminile il cui volto era ricoperto da un sottile strato di farina per aumentare il contrasto, non furono conservate. Draper fotografò anche sua sorella, Dorothy Catherine Draper, e una di quelle immagini divenne nota al pubblico tramite la lettera che Draper inviò a John Herschel nel 1840.
Nel marzo 1840 Draper divenne la seconda persona a produrre fotografie di un oggetto astronomico, la Luna, considerata la prima astrofotografia. Nel 1843 realizzò i dagherrotipi dello spettro solare che rivelarono nuove linee infrarosse e ultraviolette.
Draper affermò, nel 1842, che solo i raggi di luce che vengono assorbiti possono produrre cambiamenti chimici. Divenne nota come la legge di Grotthuss-Draper quando il suo nome fu abbinato a un promulgatore precedente ma apparentemente sconosciuto, tale Theodor Grotthuss, della stessa idea nel 1817, secondo cui solo le radiazioni luminose assorbite possono provocare cambiamenti nella struttura chimica.
Nel 1847 pubblicò l'osservazione che tutti i solidi si illuminano di rosso all'incirca alla stessa temperatura, circa 977 °F (798 K), che è diventata nota come punto di Draper.
Durante il dibattito sull'evoluzione di Oxford del 1860 fu protagonista il suo articolo "On the Intellectual Development of Europe, considered with reference to the views of Mr. Darwin and others, that the progression of organisms is determined by law". La presentazione di Draper fu un primo esempio di applicazione di una metafora darwiniana dell'adattamento e dell'ambiente agli studi sociali e politici, ma fu considerata lunga e noiosa. La sala era affollata per ascoltare le opinioni del vescovo Samuel Wilberforce sulla recente pubblicazione di Charles Darwin L'origine delle specie, ed il dibattito è stata una parte storicamente significativa della reazione alla teoria di Darwin a causa della risposta di Thomas Henry Huxley a Wilberforce.
Draper è noto anche come autore di The History of the Intellectual Development of Europe (1862), applicando i metodi della scienza fisica alla storia, a History of the American Civil War (3 vol. 1867 –1870) e ad History of the Conflict between Religion and Science (1874). L'ultimo libro elencato è tra i lavori più influenti sulla tesi del conflitto, che prende il nome dal titolo di Draper. Il suo libro ha esaminato la relazione tra religione e scienza, respingendo le idee di armonia e presentando la storia della scienza come "non una semplice registrazione di scoperte isolate; è una narrazione del conflitto di due potenze in competizione, la forza espansiva dell'intelletto umano da una parte, dall'altra la comprensione derivante dalla fede tradizionale e dagli interessi umani". Dopo aver delineato le origini della scienza nella Filosofia greca, Draper ha presentato lo sviluppo del cristianesimo come una causa della repressione della scienza. Il suo argomento, rivolto ai suoi compagni protestanti, utilizzava una retorica antipapista, ma diceva anche che queste "due divisioni rivali della chiesa cristiana" erano "in accordo su un unico punto: non tollerare nessuna scienza eccetto quelle che consideravano adatte alle Scritture", ed entrambi erano soggetti a "odio teologico".